# Bart Wellens
Bart Wellens (Herentals, 10 augustus 1978) is een Belgisch voormalig veldrijder, die zijn gehele carrière reed voor Telenet-Fidea, en voorganger Spaarselect. Wellens was prof van 2000 tot 2015. Op zijn hoogtepunt (2000–2007) gold Wellens als een van de beste veldrijders van de wereld, waarna hij door blessures tot de subtop behoorde.

Wellens werd wereldkampioen in Monopoli (2003) en in Pontchâteau (2004). Hij werd ook Belgisch kampioen in Lille (2004) en in Hamme (2007). Daarnaast won Wellens het eindklassement van de wereldbeker in het seizoen 2002-2003 en de eindklassementen van de superprestige en de GvA Trofee in het seizoen 2003-2004. 

## Carrière
Bij de jeugd maakte Bart Wellens samen met Sven Nys furore en werd tweemaal wereldkampioen. Toen beide na hun carrière manager werden van een veldritploeg, bekoelde de relatie enigszins.
In het seizoen 2000-2001 werd Bart Wellens prof bij Spaarselect, in zijn eerste seizoen haalde hij 10 zeges en werd hij 2e in zowel de Wereldbeker als in de Super Prestige.
In zijn tweede profjaar bevestigde Wellens en haalde het net als in het vorige seizoen weer 10 zeges.
Het jaar daarop begon zijn absolute topperiode. In het seizoen 2002-2003 won Bart Wellens de Wereldbeker en werd hij wereldkampioen in het Italiaanse Monopoli. Het seizoen 2003-2004 wordt gezien als het beste seizoen in de carrière van Bart Wellens, met een overweldigend aantal van 21 zeges. Hij overklaste de tegenstand door onder meer het klassement van de Superprestige en Gazet Van Antwerpen binnen te halen en hij werd voor de tweede opeenvolgende keer Wereldkampioen. Wellens werd ook Belgisch kampioen dat seizoen. Hij verloor wel het wereldbeker klassement door een opgave in Tábor wegens onderkoeling wat hem eerder al eens overkwam tijdens z'n allereerste wereldkampioenschap bij de elite met contract, en ook in Tábor. Wellens heeft daarna nooit zoveel zeges behaald als in dat seizoen.
Het seizoen 2004-2005 werd het pechseizoen voor Bart Wellens, met niet meer dan 1 zege. Dat kwakkeljaar werd onder meer veroorzaakt door het verliezen van hoofdsponsor Spaarselect, de dood van ploegmaat Tim Pauwels en een mislukte voorbereiding. Zijn eeuwige rivaal Sven Nys won bijna alle wedstrijden. Wellens reed vanaf dat seizoen voor de ploeg Fidea, die ontstond als een doorstart van de wielerploeg Spaarselect, en bleef er tot het einde van zijn loopbaan in 2015.
In het daaropvolgende veldritseizoen begon de wederopstanding van Wellens en leek hij Nys weer het vuur aan de schenen te kunnen leggen. Uiteindelijk oogst Wellens in dat seizoen 6 zeges. Na een karatetrap in de richting van een toeschouwer tijdens de Druivencross van Overijse van 18 december 2005 mocht Bart Wellens als straf geen wedstrijden rijden in de maand september van 2006 (hoewel hij die veldrit won voor de jonge Nederlander Lars Boom terwijl Nys opgaf na een val).
Het seizoen 2006-2007 startte slecht voor Bart Wellens omwille van zijn schorsing in de eerste maand van het veldritseizoen. Na een mislukte start werd het al met al nog een redelijk seizoen voor Wellens met als hoogtepunt het Belgisch Kampioenschap in Hamme-Zogge, waarin hij 1e werd. Wellens liep op een regenachtige dag weg van zijn rivaal Sven Nys op een modderig parcours. Het wereldkampioenschap in Hooglede-Gits leek te zullen uitdraaien op een 'ouderwetse' Wellens versus Nys, maar het lot besliste anders. Wellens kwam in de tweede ronde hard ten val op een tarmacstrook doordat een televisiemotor plastiek wegafbakening langs het parcours raakte. Wellens kon niet meer ontwijken en knalde ertegenaan. Nys reed op dat ogenblik achter hem, en hij kwam ook ten val. Terwijl Nys snel verder kon, bleef Wellens ruim twee minuten kermend op het tarmac liggen. Wellens brak zijn pols, maar reed het kampioenschap uit en eindigde zelfs nog als vierde op zo'n halve minuut van de wereldkampioen: zijn Fidea-ploegmaat Erwin Vervecken. Nys kende een rampdag en eindigde als elfde. Wellens' seizoen zat erop.
Het seizoen 2007-2008 werd vooral gekenmerkt door vele tweede plaatsen en slechts 3 zeges.
Het seizoen is 2009-2010 is niet goed gestart voor Bart hij is namelijk getroffen door cytomegalovirus wat Ziekte van Pfeiffer veroorzaakt, hierdoor heeft hij aan vele belangrijke wedstrijden niet kunnen deelnemen. De allerlaatste cross van het seizoen in Oostmalle heeft hij nog kunnen winnen na een mooie solo.
Het seizoen 2010-2011 was ook geen succes voor Wellens. Door een val had hij  veel last en kon hij niet voluit rijden. Wellens mocht wel een zege in Valkenburg op zijn palmares bijschrijven.. Het seizoen 2011-2012 bereidde Wellens voor in de USA. De resultaten bleven echter uit, tot Wellens onverwacht won in Essen na een man-tegen-man solo tegen Niels Albert en verder materiaalpech voor Sven Nys. De ochtend voor de Belgische kampioenschappen 2012, waar hij als een schaduwfavoriet werd beschouwd, werd bekendgemaakt dat Wellens de nacht voordien met hartproblemen was opgenomen op de afdeling intensieve zorg van het Universitair Ziekenhuis Antwerpen. Hierdoor moest hij verstek geven voor het BK. Het betrof een virusinfectie waarvan hij volledig herstelde. Op 10 januari 2012 mocht Wellens de intensieve afdeling verlaten. Hij liep het virus op door een ontstoken tandwortel en kreeg van zijn dokters te horen dat hij aan de dood was ontsnapt. De laatste cross die Wellens won in zijn carrière was op 6 februari 2013 in Maldegem.
Op 3 maart 2015 besliste Bart Wellens om zijn fiets aan de haak te hangen omwille van tegenvallende resultaten en aanhoudende rugproblemen. "Fysiek en mentaal was het helemaal op", aldus Wellens. Sinds 2025 is hij ploegleider bij Intermarché-Wanty.

## Palmares

### Overwinningen
| Seizoen   | Wereldbeker                         | Superprestige                                             | GvA Trofee/bpost bank trofee                                | WK     | BK     | Overige                                                                                    | Totaal aantal zeges |
| --------- | ----------------------------------- | --------------------------------------------------------- | ----------------------------------------------------------- | ------ | ------ | ------------------------------------------------------------------------------------------ | ------------------- |
| 1997-1998 |                                     |                                                           |                                                             | NVT    | NVT    | Oudenaarde, Eeklo                                                                          | 2                   |
| 1998-1999 |                                     | Hoogstraten                                               | Kalmthout, Lille                                            | NVT    | NVT    | Racour                                                                                     | 4                   |
| 1999-2000 | Kalmthout                           |                                                           | Essen                                                       | NVT    | NVT    | Veldegem, Contern, Otegem                                                                  | 5                   |
| 2000-2001 | Tábor                               | Harnes                                                    | Oostmalle                                                   | ND     | Brons  | Bellem, Vossem, Vorselaar, Gonderange, Veldegem, Contern, Wetzikon, Eeklo                  | 11                  |
| 2001-2002 |                                     | Ruddervoorde                                              |                                                             | 8e     | DNF    | Ardooie, Woerden, Vossem, Contern, Kalmthout, Lille                                        | 7                   |
| 2002-2003 | Frankfurt, Wetzikon, Eindklassement | Asper-Gavere, Vorselaar                                   | Niel                                                        | Goud   | Brons  | Overijse, Tábor, Eeklo, Otegem                                                             | 10                  |
| 2003-2004 | Nommay                              | Ruddervoorde, Asper-Gavere, Gieten, Diegem Eindklassement | Oudenaarde, Niel, Loenhout, Kalmthout, Essen Eindklassement | Goud   | Goud   | Overijse, Vossem, Zolder, Hooglede, Woerden, Harderwijk, Surhuisterveen, Dottenijs, Milaan | 21                  |
| 2004-2005 |                                     |                                                           | Essen                                                       | 21e    | 4e     |                                                                                            | 1                   |
| 2005-2006 | Igorre                              | Ruddervoorde, Sint-Michielsgestel                         | Essen                                                       | Zilver | Brons  | Erpe-Mere, Dottignies, Neerpelt, Ardooie, Niel (tijdrit)                                   | 9                   |
| 2006-2007 | Milaan                              |                                                           | Niel                                                        | 4e     | Goud   | Lebbeke, Veghel-Eerde, Middelkerke, Otegem                                                 | 7                   |
| 2007-2008 |                                     |                                                           | Niel                                                        | 15e    | Zilver | Zonhoven, Zonnebeke                                                                        | 3                   |
| 2008-2009 |                                     |                                                           | Hasselt                                                     | 4e     | 5e     | Asteasu, Sint-Niklaas                                                                      | 3                   |
| 2009-2010 |                                     |                                                           | Oostmalle                                                   | 10e    | 14e    | Eeklo                                                                                      | 2                   |
| 2010-2011 |                                     |                                                           |                                                             | 8e     | Zilver | Valkenburg                                                                                 | 1                   |
| 2011-2012 |                                     |                                                           | Essen                                                       | ND     | ND     | Redmond, Issaquah, Sun Prairie                                                             | 4                   |
| 2012-2013 |                                     |                                                           |                                                             | 4e     | 6e     | Maldegem                                                                                   | 1                   |
| 2013-2014 |                                     |                                                           |                                                             | ND     | Brons  |                                                                                            | 0                   |
| 2014-2015 |                                     |                                                           |                                                             | ND     | 9e     |                                                                                            | 0                   |

### Algemeen overzicht
| Seizoen   | Aantal           | Regenboogtrui | Belgische kampioenstrui | SP     | WB     | BPB    |
| --------- | ---------------- | ------------- | ----------------------- | ------ | ------ | ------ |
| 1997-1998 | 2 overwinningen  | NVT           | NVT                     | 7e     | 28e    | ?      |
| 1998-1999 | 4 overwinningen  | NVT           | NVT                     | Zilver | 19e    | ?      |
| 1999-2000 | 5 overwinningen  | NVT           | NVT                     | 5e     | 18e    | Zilver |
| 2000-2001 | 11 overwinningen | ND            | Brons                   | Zilver | Zilver | 6e     |
| 2001-2002 | 7 overwinningen  | 8e            | DNF                     | Zilver | Brons  | Brons  |
| 2002-2003 | 10 overwinningen | Goud          | Brons                   | Zilver | Goud   | Zilver |
| 2003-2004 | 21 overwinningen | Goud          | Goud                    | Goud   | Brons  | Goud   |
| 2004-2005 | 1 overwinningen  | 21e           | 4e                      | 4e     | 10e    | 12e    |
| 2005-2006 | 9 overwinningen  | Zilver        | Brons                   | Brons  | Brons  | Zilver |
| 2006-2007 | 7 overwinningen  | 4e            | Goud                    | Brons  | Zilver | 6e     |
| 2007-2008 | 3 overwinningen  | 15e           | Zilver                  | Zilver | Zilver | Zilver |
| 2008-2009 | 3 overwinningen  | 4e            | 5e                      | Brons  | Zilver | Zilver |
| 2009-2010 | 2 overwinningen  | 10e           | 14e                     | 16e    | 23e    | 13e    |
| 2010-2011 | 1 overwinningen  | 8e            | Zilver                  | 5e     | 10e    | 5e     |
| 2011-2012 | 4 overwinningen  | ND            | ND                      | 9e     | 14e    | 7e     |
| 2012-2013 | 1 overwinningen  | 4e            | 6e                      | 7e     | 12e    | 5e     |
| 2013-2014 | 0 overwinningen  | ND            | Brons                   | 23e    | 21e    | 24e    |
| 2014-2015 | 0 overwinningen  | ND            | 9e                      | 13e    | 11e    | 15e    |
| Totaal    | 91 overwinningen | 2             | 2                       | 1      | 1      | 1      |

SP = Eindstand Superprestige

WB = Eindstand Wereldbeker en enkele jaren UCI-ranking genoemd

BPB = Eindstand bpost bank trofee (werd vroeger Gazet van Antwerpen trofee genoemd)

DNF = Opgave

### Jeugd
- Wereldkampioenschap veldrijden: 2x: 1999 en 2000 (beloften)
- Belgisch kampioenschap veldrijden: 7x: 1994 en 1995 (nieuwelingen); 1996 (junioren); 1997, 1998, 1999 en 2000 (beloften)

## Erelijst

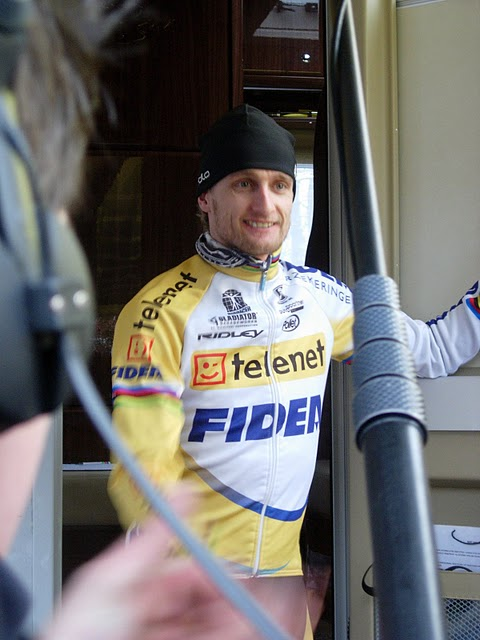
Wellens in 2011

### 1998/1999
- SP Hoogstraten
- 2e Wereldbeker Zolder
- 2e SP Diegem
- 3e SP Asper-Gavere
- 3e SP Gieten
- 3e SP Overijse
- 3e SP Surhuisterveen
- 4e SP Sint-Michielsgestel
- 4e SP Silvelle
- 4e SP Harnes
- 14 SP Ward Retie
- 9e SP Wetzikon

### 1999/2000
- Wereldbeker Kalmthout
- GVA Essen
- 2e GVA Lille
- 2e GVA Oostmalle
- 2e SP Hoogstraten
- 2e Rijkevorsel Cyclocross
- 2e Duinencross Koksijde
- 3e GVA Koppenbergcross
- 4e SP Gieten
- 5e SP Diegem
- 6e SP Asper-Gavere
- 7e G.P Eecklonaar
- 9e SP Ruddervoorde

### 2000/2001
- Wereldbeker Tabor
- SP Harnes
- GVA Oostmalle
- Barlow Classic Veldrittrofee
- Trofee der Kempen//Vorselaar
- Radquer Wetzikon
- G.P de Eecklonaar
- Sylvester Cyclocross
- 2e SP Ruddervoorde
- 2e Wereldbeker Bergamo
- 2e Zingem Cyclocross
- 2e Kermiscross Ardooie
- 2e Duinencross Koksijde
- 2e SP Gieten
- 2e GVA Loenhout
- 2e Cyclocross Lille
- 3e Schulteiss Cup
- 3e SP Sint-Michielsgestel
- 3e Wereldbeker Zolder
- 3e Belgisch Kampioenschap Veldrijden
- 4e De Nacht van Woerden
- 5e SP Hoogstraten
- 5e GVA Essen
- 6e GVA Niel
- 6e SP Overijse
- 8e GVA Koppenbergcross
- 9e Trofeo Mario de Clercq
- 9e Wereldbeker Nommay
- 10e SP Diegem

### 2001/2002
- SP Ruddervoorde
- Kermiscross Ardooie
- De Nacht van Woerden
- Barlow Classic Veldrittrofee
- G.P Offenster
- G.P Industrie Bosduin//Kalmthout
- 2e Wereldbeker Monopoli
- 2e Wereldbeker Igorre
- 2e SP Gieten
- 2e Sylvester Cyclcocross
- 2e G.P de Eecklonaar
- 3e SP Sint-Michielsgestel
- 3e GVA Niel
- 3e Wereldbeker Heerlen
- 3e SP Vorselaar
- 4e SP Asper-Gavere
- 4e Vlaamse Druivenveldrit
- 5e GVA Koppenbergcross
- 5e Wereldbeker Nommay
- 5e Wereldbeker Hofstade
- 6e GVA Loenhout
- 6e SP Harnes
- 7e Internationale Openingsveldrit//Harderwijk
- 8e SP Hoogstraten
- 8e Wereldbeker Wortegem-Petegem
- 8e Belgisch Kampioenschap Veldrijden
- 8e Wereldkampioenschap Veldrijden
- 10e G.P Adrie van der Poel
- 1e G.P Washington

### 2002/2003
- Wereldkampioen Veldrijden//Monopoli
- Wereldbeker Frankfurt
- Wereldbeker Wetzikon
- SP Asper-Gavere
- SP Vorselaar
- GVA Niel
- Vlaamse Druivenveldrit
- Cyclocross Tabor
- G.P de Eecklonaar
- Eindklassement Wereldbeker
- 2e SP Gieten
- 2e GVA Essen
- 2e Cyclocross Hamme-Zogge
- 2e Nacht van Woerden
- 2e Kasteelcross Zonnebeke
- 2e GVA Lille
- 2e Wereldbeker Hoogerheide
- 2e GVA Oostmalle
- 3e GVA Koppenbergcross
- 3e SP Sint-Michielsgestel
- 3e Wereldbeker Lievin
- 3e Belgisch Kampioenschap Veldrijden
- 3e SP Hoogstraten
- 3e SP Harnes
- 4e Wereldbeker Kalmthout
- 4e GVA Loenhout
- 6e SP Ruddervoorde
- 6e Duinencross//Koksijde
- 7e GVA Baal

### 2003/2004
- Wereldkampioen Veldrijden//Pontchateau
- Belgisch Kampioen Veldrijden
- Wereldbeker Nommay
- SP Ruddervoorde
- SP Asper-Gavere
- SP Gieten
- SP Diegem
- Eindklassement SP
- GVA Koppenbergcross
- GVA Niel
- GVA Loenhout
- GVA Essen
- GVA Kalmthout
- Eindklassement GVA-Trofee
- Vlaamse Druivenveldrit//Overijse
- Vlaamse Witloofveldrit//Vossem
- G.P Eric de Vlaeminck
- Hooglede Cyclocross
- Nacht van Woerden
- Internationale Openingsveldrit//Harderwijk
- Centrumcross Surhuisterveen
- G.P Mamma e Pappa
- G.P de la Region Wallonie
- 2e Wereldbeker Turijn
- 2e SP Sint-Michielsgestel
- 2e Noordzeecross Middelkerke
- 2e Wereldbeker Wetzikon
- 2e SP Harnes
- 3e SP Hoogstraten
- 4e Openingscross Erpe-Mere
- 4e Wereldbeker Koksijde
- 4e Wereldbeker Pijnacker
- 5e Bollekecross Hamme-Zogge
- 5e GVA Baal
- 6e Kerstrofee Hofstade
- 10e G.P de Eecklonaar

### 2004/2005
- GVA Essen
- 2e SP Gieten
- 2e GVA Baal
- 2e SP Vorselaar
- 4e Wereldbeker Hofstade
- 4e Belgisch Kampioenschap Veldrijden
- 5e SP Ruddervoorde
- 5e SP Hamme-Zogge
- 5e SP Diegem
- 5e G.P de la Region Wallonie
- 5e Vlaamse Druivenveldrit
- 6e SP Asper-Gavere
- 6e Nacht van Woerden
- 6e G.P Industrie Bosduin
- 6e Wereldbeker Hoogerheide
- 6e GVA Lille
- 7e Wereldbeker Koksijde
- 7e SP Hoogstraten
- 8e SP Sint-Michielsgestel
- 9e Wereldbeker Aigle
- 10e Wereldbeker Wortegem-Petegem
- 10e Internationale Openingsveldrit//Harderwijk
- 10e Wereldbeker Wetzikon
- 10e Wereldbeker Milaan

### 2005/2006
- Wereldbeker Igorre
- SP Ruddervoorde
- SP Sint-Michielsgestel
- GVA Essen
- Steenbergcross Erpe-Mere
- G.P de la Region Wallonie
- G.P Neerpelt
- Kermiscross Ardooie
- 2e Wereldkampioenschap Veldrijden//Zeddam
- 2e Wereldbeker Kalmthout
- 2e GVA Koppenbergcross
- 2e SP Hamme-Zogge
- 3e GVA Niel
- 3e Wereldbeker Wetzikon
- 3e Belgisch Kampioenschap Veldrijden
- 3e G.P de Eecklonaar
- 3e SP Vorselaar
- 4e Wereldbeker Tabor
- 4e SP Asper-Gavere
- 4e Wereldbeker Milaan
- 4e Wereldbeker Hoogerheide
- 4e GVA Oostmalle
- 5e SP Diegem
- 5e Wachtebeke Cross
- 6e SP Gieten
- 6e Internationale veldrit Heerlen
- 8e GVA Baal
- 8e GVA Lille
- 9e Wereldbeker Lievin
- 10e GVA Loenhout

### 2006/2007
- Belgisch Kampioen Veldrijden//Hamme-Zogge
- Wereldbeker Milaan
- GVA Niel
- Kleicross Lebbeke
- Cyclocross Veghel-Eerde
- Noordzeecross Middelkerke
- 2e Wereldbeker Tabor
- 2e Wereldbeker Koksijde
- 2e G.P Neerpelt
- 2e GVA Hasselt
- 2e Wereldbeker Igorre
- 2e SP Hamme-Zogge
- 2e GVA Essen
- 2e SP Diegem
- 2e Wereldbeker Nommay
- 3e SP Ruddervoorde
- 4e Herdenkingscross Zonhoven
- 4e Kermiscross Ardooie
- 4e SP Sint-Michielsgestel
- 4e SP Asper-Gavere
- 4e SP Gieten
- 4e GVA Baal
- 4e Wereldkampioenschap Veldrijden
- 5e GVA Koppenbergcross
- 5e Wereldbeker Treviso
- 5e Scheldecross Antwerpen
- 7e Wereldbeker Hofstade
- 7e GVA Loenhout

### 2007/2008
- GVA Niel
- Herdenkingscross Zonhoven
- Kasteelcross Zonnebeke
- 2e Wereldbeker Pijnacker
- 2e Wereldbeker Igorre
- 2e Wereldbeker Hofstade
- 2e Wereldbeker Lievin
- 2e Wereldbeker Hoogerheide
- 2e GVA Hasselt
- 2e GVA Koppenbergcross
- 2e Internationale Openingsveldrit//Harderwijk
- 2e Vlaamse Druivenveldrit
- 2e Belgisch Kampioenschap Veldrijden
- 2e G.P de Eecklonaar
- 2e GVA Oostmalle
- 3e SP Ruddervoorde
- 3e Kermiscross Ardooie
- 3e G.P de la Region Wallonie
- 3e G.P Neerpelt
- 3e SP Hamme-Zogge
- 3e SP Asper-Gavere
- 3e SP Veghel-Eerde
- 3e Scheldecross Antwerpen
- 3e Parkcross Maldegem
- 3e Indoor Cyclocross Hasselt
- 3e GVA Lille
- 4e Wereldbeker Tabor
- 4e SP Gieten
- 4e GVA Essen
- 4e Noordzeecross Middelkerke
- 5e Steenbergcross Erpe-Mere
- 5e Vlaamse Houtlandcross Eernegem
- 5e Wereldbeker Koksijde
- 5e GVA Loenhout
- 5e SP Diegem
- 5e SP Vorselaar
- 6e Wereldbeker Kalmthout
- 6e SP Hoogstraten
- 9e Kleicross Lebbeke

### 2008/2009
- GVA Hasselt
- Cyclocross Asteausu
- G.P Ster Sint-Niklaas
- 2e SP Asper-Gavere
- 2e SP Gieten
- 2e G.P Neerpelt
- 2e Veldrit Sint-Michielsgestel
- 3e SP Hamme-Zogge
- 3e Wereldbeker Nommay
- 3e Parkcross Maldegem
- 3e GVA Lille
- 3e SP Hoogstraten
- 4e Wereldbeker Pijnacker
- 4e Wereldbeker Koksijde
- 4e Wereldbeker Igorre
- 4e Wereldbeker Roubaix
- 4e GVA Niel
- 4e GVA Loenhout
- 4e Internationale Openingsveldrit//Harderwijk
- 4e Wereldkampioenschap Veldrijden
- 5e Cyclocross Zonhoven
- 5e Wereldbeker Tabor
- 5e GVA Koppenbergcross
- 5e SP Veghel-Eerde
- 5e SP Diegem
- 5e Belgisch Kampioenschap Veldrijden
- 5e GVA Oostmalle
- 6e GVA Baal
- 6e SP Ruddervoorde
- 6e Wereldbeker Milaan
- 6e GVA Essen
- 6e SP Vorselaar
- 7e Wereldbeker Zolder
- 8e Steenbergcross Erpe-Mere
- 9e Wereldbeker Kalmthout

### 2009/2010
- Sluitingsprijs Oostmalle
- 5e Wereldbeker Roubaix
- 5e SP Diegem
- 5e Overijse
- 7e GVA Loenhout
- 8e Wereldbeker Koksijde
- 9e Wereldbeker Kalmthout

### 2010/2011
- Valkenburg
- 2e Belgisch Kampioenschap Veldrijden
- 3e Wereldbeker Zolder
- 4e Wereldbeker Igorre
- 4e GVA Essen
- 4e Superprestige Asper-Gavere
- 4e GVA Hasselt
- 4e Superprestige Hamme-Zogge
- 3e Jaarmarktcross Niel
- 4e SP Hamme-Zogge
- 4e SP Asper-Gevere
- 5e GVA Namen
- 5e Wereldbeker Koksijde
- 6e SP Zonhoven
- 7e GVA Koppenberg
- 10e Wereldbeker Aigle

### 2011/2012
- GVA Essen
- Redmond
- Issaquah
- Sun Prairie

### 2012/2013
- Maldegem
- 4e Wereldkampioenschap Veldrijden
- 6e Belgisch Kampioenschap Veldrijden

### 2013/2014
- 3e Belgisch Kampioenschap Veldrijden

### 2014/2015
- 9e Belgisch Kampioenschap Veldrijden

## Wegwielrennen

### Palmares
2002 - 2 zeges
- 2e etappe Ronde van Vlaams-Brabant
- 2e etappe Tour Nivernais Morvan

2005 - 1 zeges
- 1e etappe Ronde van Luik

2008 - 1 zeges
- 1e etappe Ronde van Lleida

Totaal: 4 zeges

## Persoonlijk leven
Bart Wellens woont samen met zijn vriendin Nicky Alen in Dessel . Hij heeft een dochter, zoon en pluszoon. 

### Wellens en Wee
Wellens' leven werd van 2004 tot en met 2005 op de voet gevolgd door Wellens en wee, een programma op VT4. Naast Bart Wellens zijn ook Hans van Kasteren, Geert Wellens, Danny De Bie, zijn toenmalige vriendin Veerle Ingels, Erwin Vervecken en Peter Van Santvliet in de docusoap te zien. Het programma haalde hoge kijkcijfers, maar stopte na drie seizoenen.

## Publicaties
Jan-Pieter De Vlieger, Open Boek Bart Wellens, Uitg. Borgerhoff&Lamberigts, 2008.